# Ribes de Freser

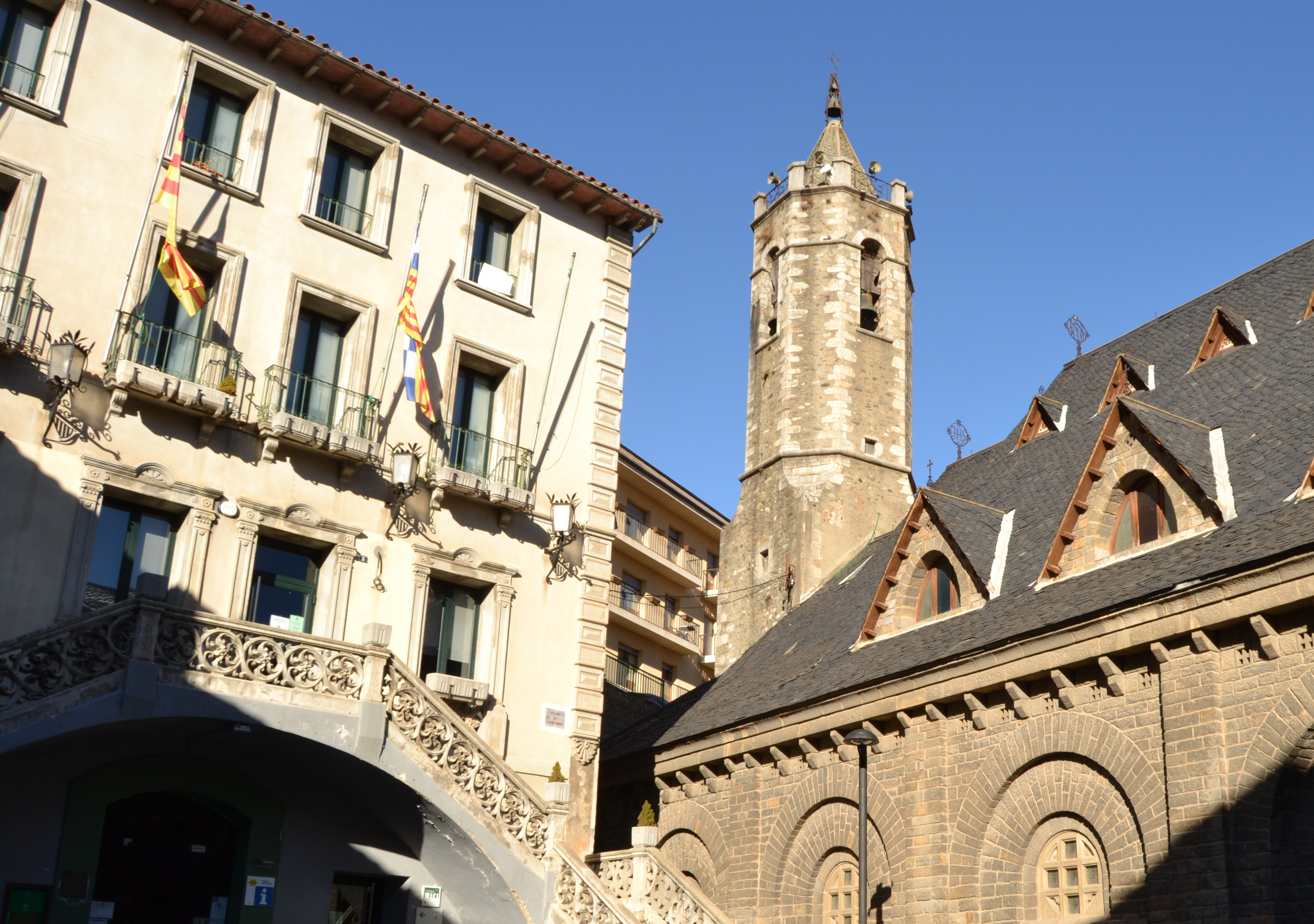
Ribes de Freser

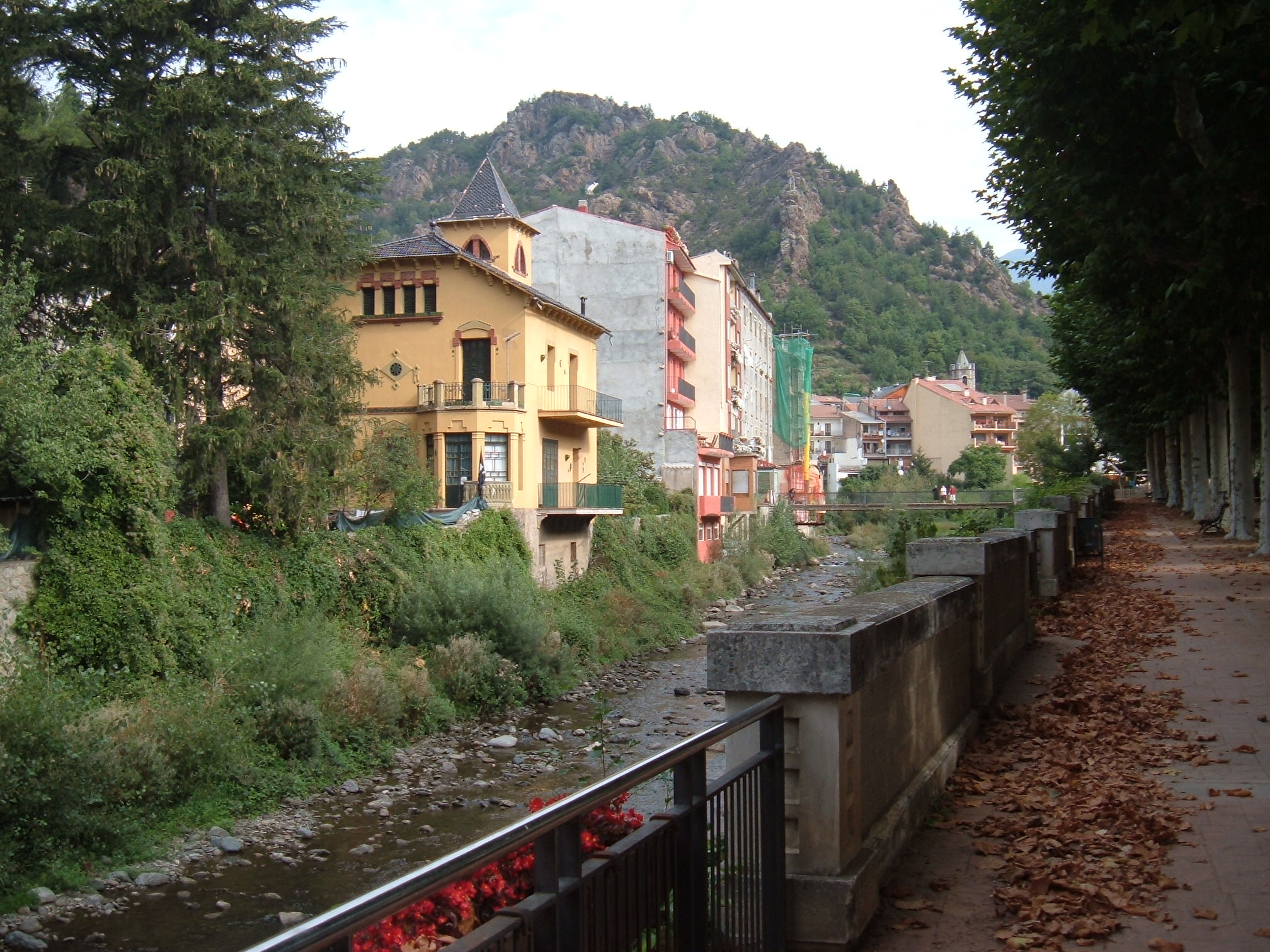
Ribes de Freser egyik utcája

Ribes de Freser (IPA: [ˈr:ibəs dəfrəˈzer]) (spanyolul: Ribas de Freser) önkormányzattal rendelkező település Ripollès megyében, Katalóniában, Spanyolországban. A Riu Freser, Riu Rigard és Riu Segadell folyók összefolyásánál található, 14 km-re északra Ripolltól. Jól ismert ásványvízéről, papírgyáráról és tejtermékeiről, valamint fontos turisztikai központ. Egy fogaskerekű vasút indul a városból Queralbsba és a Núriai kegyhelyre, mely a Núriai-völgyben (Vall de Núria) halad. A város a Barcelonát Puigcerdàval összekötő fő közlekedési útvonal (az N-152 út és a RENFE vasútvonal) mentén fekszik .

## Demográfia
A városka az '50-es években volt lakosságszámot tekintve a csúcson (3564 fő 1950-ben), azóta a lakosság száma kissé csökkent, napjainkban az állandó lakosok száma 2000 fő körül becsülhető (2044 fő 2005-ben). A település 41,88 km²-en fekszik, így népsűrűsége 48,8 fő km²-enként.
A település lakosságának változását az alábbi diagram mutatja:
| Lakosok száma | 813  | 1466 | 3957 | 3042 | 2590 | 2040 | 1976 | 1859 | 1754 | 1847 |
|               | 1717 | 1887 | 1936 | 1960 | 1986 | 2004 | 2009 | 2014 | 2019 | 2024 |

## Látnivalók
- Ribes vára (Castell de Ribes) egy középkori, félköríves, háromszintes erődítmény.
- Santa Maria de Ribes : az 1035-ből származó templomot 1936-ban lerombolták, majd rekonstruálása 1945-46-ban történt meg. Az eredetiből három apszis maradt fenn.
- A környék (Vall de Ribes) rendkívül gazdag XI-XII. századi román stílusban épült templom(rom)okban (pl. Brugera, Campelles, Dòrria, Fornells de la Muntanya, Nevà, Pardines, Planoles, Queralbs, Toses, Ventolà).

A városka környéke nyáron a hegy- és sziklamászók kedvelt célpontja, télen pedig a közeli síparadicsom vonzza a látogatókat.